# 康韋礁

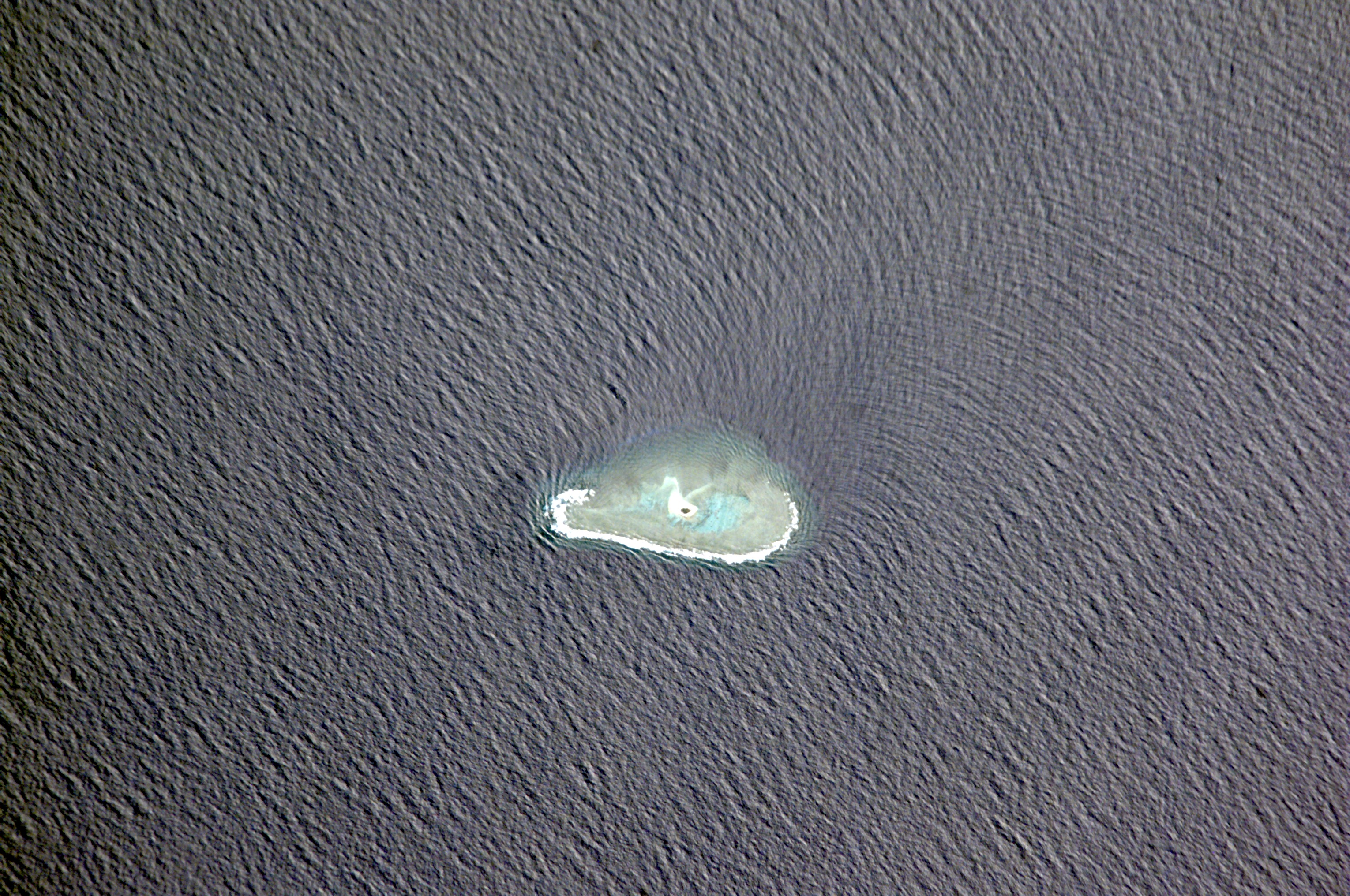

康韋礁（Conway Reef）是斐濟楠德龙加-纳沃纳省的島嶼，位於太平洋海域，長2.5公里、寬1公里，面積0.02平方公里，最高點海拔高度1.5米，該島在1838年被發現，島上無人居住。
21°44′18″S 174°38′24″E / 21.73833°S 174.64000°E